# Rosalyn Bryant
Rosalyn Bryant (née le 7 janvier 1956 à Chicago) est une athlète américaine spécialiste du 400 mètres. 

## Carrière
Sa fille Breanna Clark est une athlète handisport double championne paralympique du 400 m T20.

### Palmarès
| Date | Compétition                | Lieu     | Résultat | Épreuve    | Performance   |
| ---- | -------------------------- | -------- | -------- | ---------- | ------------- |
| 1976 | Jeux olympiques d'été      | Montréal | 5e       | 400 mètres | 50 s 65       |
| 1976 | Jeux olympiques d'été      | Montréal | 2e       | 4 × 400 m  | 3 min 22 s 81 |
| 1977 | Universiade                | Sofia    | 1re      | 400 mètres | 52 s 10       |
| 1979 | Coupe du monde des nations | Montréal | 3e       | 4 × 400 m  | 3 min 27 s 36 |
| 1983 | Championnats du monde      | Helsinki | 8e       | 400 mètres | 50 s 66       |
| 1983 | Championnats du monde      | Helsinki | 5e       | 4 × 400 m  | 3 min 27 s 57 |

### Records
| Épreuve    | Performance | Lieu     | Date            |
| ---------- | ----------- | -------- | --------------- |
| 400 mètres | 50 s 62     | Montréal | 29 juillet 1976 |